# BM Alcobendas
Balonmano Alcobendas este o echipă de handbal din Spania care evoluează în Liga ASOBAL.

## Lotul pe 2009/10
| - 1 Carlos Donderis - 2 Ángel Castaño - 3 Mathias Vink - 4 Pablo Gamboa - 6 José González - 7 Daisuke Miyazaki - 8 Manuel Colón - 10 Alfonso De la Rubia - 11 Iso Sluijters |  | - 12 Wenceslao Aldomar - 15 Mikel Muñoz - 17 Manuel Catalina - 18 Víctor Tremps - 19 Milos Pesic - 22 Samuel Trives - 29 Damir Djukic - 30 Rade Mijatović - 32 Adrián Prieto |

## Statistici 2008/09
| Liga ASOBAL   | Poziție | Pts | P  | W | D | L  | F   | A   |
| BM Alcobendas | 14th    | 15  | 30 | 7 | 1 | 22 | 788 | 867 |

- Goluri:
  - Damir Dukic - 110 goluri
  - Jorge Maqueda - 98 goluri
  - Victor Tremps - 96 goluri